# Odocoileus virginianus leucurus
El venado cola blanca de Columbia, Odocoileus virginianus leucurus  es una de las varias subespecies de venado cola blanca que habitan América del Norte. Es un miembro de la familia Cervidae (ciervos) al igual que el venado bura, el alce y el caribú . 

## Hábitat y descripción
El venado cola blanca de Columbia lleva el nombre del río Columbia en Oregón y Washington, donde se congrega a lo largo de la parte baja del río, en una serie de islas en los condados de Clatsop y Columbia en Oregón, y en el condado de Wahkiakum, Washington.Otras poblaciones se encuentran en los fondos de los valles de la cuenca del río Umpqua.
Este venado de cola blanca suele vivir en zonas ribereñas y sus alrededores. También se puede encontrar en bosques con matorrales que contienen álamos, sauces, alisos, abetos y cornejos .
A diferencia de otras subespecies de venado de cola blanca, que pueden reproducirse a los seis meses de edad, las hembras de venado de cola blanca de Columbia se reproducen por primera vez aproximadamente a los 18 meses. Paren un solo cervatillo.

## Estado de conservación
En 1967, el venado de cola blanca de Columbia fue incluido a nivel federal como especie en peligro de extinción en Washington y Oregón. Tras la creación de la Ley de Especies en Peligro de Extinción en 1978, fue reconocido a nivel federal como en peligro de extinción. El 24 de julio de 2003, después de décadas de recuperación, gracias a los esfuerzos llevados a cabo por el Departamento de Pesca y Vida Silvestre de Oregón y la Oficina de Gestión de Tierras, la población de venados del condado de Douglas, Oregón, fue excluida de la Ley de Especies en Peligro de Extinción  . 
La población, que contaba con unos 2.500 individuos a principios de la década de 1980 aumentó a más de 6.000 en la actualidad. 